# Mưa bóng mây (phim truyền hình)
Mưa bóng mây (tên cũ: Ngoại tình, Phía sau khung cửa) là một bộ phim truyền hình được thực hiện bởi Trung tâm Phim truyền hình Việt Nam, Đài Truyền hình Việt Nam do NSƯT Trọng Trinh làm đạo diễn. Phim phát sóng vào lúc 20h40 thứ 5, 6 hàng tuần bắt đầu từ ngày 5 tháng 12 năm 2014 và kết thúc vào ngày 27 tháng 5 năm 2015 trên kênh VTV1.

## Nội dung
Mưa bóng mây kể về câu chuyện của những đôi vợ chồng: một đôi vợ chồng nghề nghiệp ổn định, hai con ngoan ngoãn đáng yêu, nhưng rồi người vợ sững sờ khi phát hiện chồng có người đàn bà khác; một đôi vợ chồng viên mãn với tiền bạc, viên mãn với tình yêu dành cho nhau, nhưng tình yêu ấy dần nhạt nhẽo vì họ không có đứa con gắn kết; một người chồng kiến trúc sư không thể tìm được ngôn từ để nói với vợ anh rằng, chị quá mẫu mực, quá mô phạm và chính sự mẫu mực, mô phạm đến mức khô khan của chị khiến anh thèm khát những cử chỉ rất đàn bà, và rồi anh làm tổn thương vợ anh, khiến chị thay đổi hoàn toàn, rồi cũng lao mình vào những cuộc tình đầy tội lỗi khác với sự lầm tưởng rằng như thế mình sẽ hả lòng…

## Diễn viên
- Đỗ Thúy Hằng trong vai Nga[8]
- Thúy Hà trong vai Bích[9]
- Thanh Hòa trong vai Huệ[10]
- NSƯT Trung Hiếu trong vai Lân[8]
- NSƯT Trọng Trinh trong vai Tài[9]
- Huy Trinh trong vai Đức[10]
- Bình Minh trong vai Khuynh
- Kim Ngọc trong vai Hường
- Ngọc Tản trong vai mẹ Tài
- Trương Thu Hà trong vai Hạnh

Cùng một số diễn viên khác...

## Nhạc phim
- Những điều không thuộc về ước mơ

Thơ: Nguyễn Phong Việt
Nhạc: Xuân Phương
Thể hiện: Ngọc Anh
- Điều con muốn nói

Sáng tác: Xuân Phương
Thể hiện: Thùy Chi
- Bình yên

Sáng tác: Quốc Bảo
Thể hiện: Quang Dũng, Hồng Nhung

## Giải thưởng
| Năm  | Giải thưởng         | Hạng mục                               | (Người) đề cử    | Kết quả   | Tham khảo     |
| ---- | ------------------- | -------------------------------------- | ---------------- | --------- | ------------- |
| 2015 | Ấn tượng VTV        | Phim truyền hình ấn tượng              | —                | Đề cử     | [ 11 ]        |
| 2015 | Ấn tượng VTV        | Nam diễn viên ấn tượng                 | NSƯT Trọng Trinh | Đề cử     | [ 12 ]        |
| 2015 | Ấn tượng VTV        | Nữ diễn viên ấn tượng                  | Thúy Hà          | Đề cử     |               |
| 2015 | Giải Cánh diều 2015 | Phim truyện truyền hình                | —                | Bằng khen | [ 13 ] [ 14 ] |
| 2015 | Giải Cánh diều 2015 | Nam diễn viên phụ xuất sắc             | NSƯT Trọng Trinh | Đoạt giải |               |
| 2015 | Ngôi Sao Xanh       | Nữ diễn viên truyền hình xuất sắc nhất | Thúy Hà          | Đoạt giải | [ 15 ]        |